# ژوگوتون
ژوگوتون (انگلیسی: Jugoton) شرکت نشر موسیقی کروات است، که در سال ۱۹۴۷ تأسیس شد.